# 10566 Zabadak
10566 Zabadak eller 1994 AZ2 är en asteroid i huvudbältet som upptäcktes den 14 januari 1994 av de japanska astronomerna Yoshio Kushida och Osamu Muramatsu vid Yatsugatake-Kobuchizawa-observatoriet. Den är uppkallad efter det japanska bandet Zabadak.
Asteroiden har en diameter på ungefär 6 kilometer.